# Île Jarvis
Pour les articles homonymes, voir Jarvis.
L'île Jarvis, en anglais Jarvis Island, est une île corallienne inhabitée appartenant aux États-Unis et située dans le centre de l’océan Pacifique à 382 km au sud-ouest de London, sur l'île Christmas (Kiribati), et à 2 409 km au sud d'Honolulu (Hawaï). Elle fait partie des îles de la Ligne et se situe à 40 km au sud de l'équateur. Pour les enquêtes statistiques, elle fait partie des îles mineures éloignées des États-Unis.
L'île Jarvis est un territoire non incorporé et non organisé des États-Unis. Elle est administrée par le United States Fish and Wildlife Service par sa qualité de National Wildlife Refuge.

## Géographie et environnement
L'île Jarvis ne présente pas de ports ou de points de mouillages proprement dits, les courants rapides sont en effet un danger. Sur la côte ouest, se trouve un endroit où un débarquement est possible près d'une balise de navigation en ruines. Un débarquement est également possible au sud-ouest de l'île. L'île est entourée d'un récif corallien. Le centre de l'île est un ancien lagon comblé d'un dépôt de guano. Ce guano a été exploité pendant une vingtaine d'années au XIXe siècle. Le climat est de type tropical désertique avec de fortes températures diurnes, un vent constant et un fort ensoleillement. Les nuits sont cependant assez fraîches. Le sol est majoritairement sableux et le point culminant atteint 7 m. Du fait de l'isolement de l'île, ce point culminant est le 36e plus isolé du monde. La topographie assez plate de l'île la rend difficilement repérable depuis les petites embarcations.
Située à seulement 40 km au sud de l'équateur, l'île Jarvis n'a pas de source d'eau douce permanente et reçoit peu de précipitations. Le paysage résultant présente un aspect désolé, plat et pelé, seulement parcouru de quelques arbustes. Il n'y a aucune trace de présence humaine permanente sur l'île. Sa pelouse clairsemée et ses arbustes à faible croissance sont avant tout un lieu de nidification, de repos et d'alimentation pour les oiseaux de mer et la faune marine.
L'île Jarvis est située dans le fuseau horaire des îles Samoa (UTC -11:00), le même fuseau que les Samoa américaines, le récif Kingman, les îles Midway et l'atoll Palmyra.

## Histoire

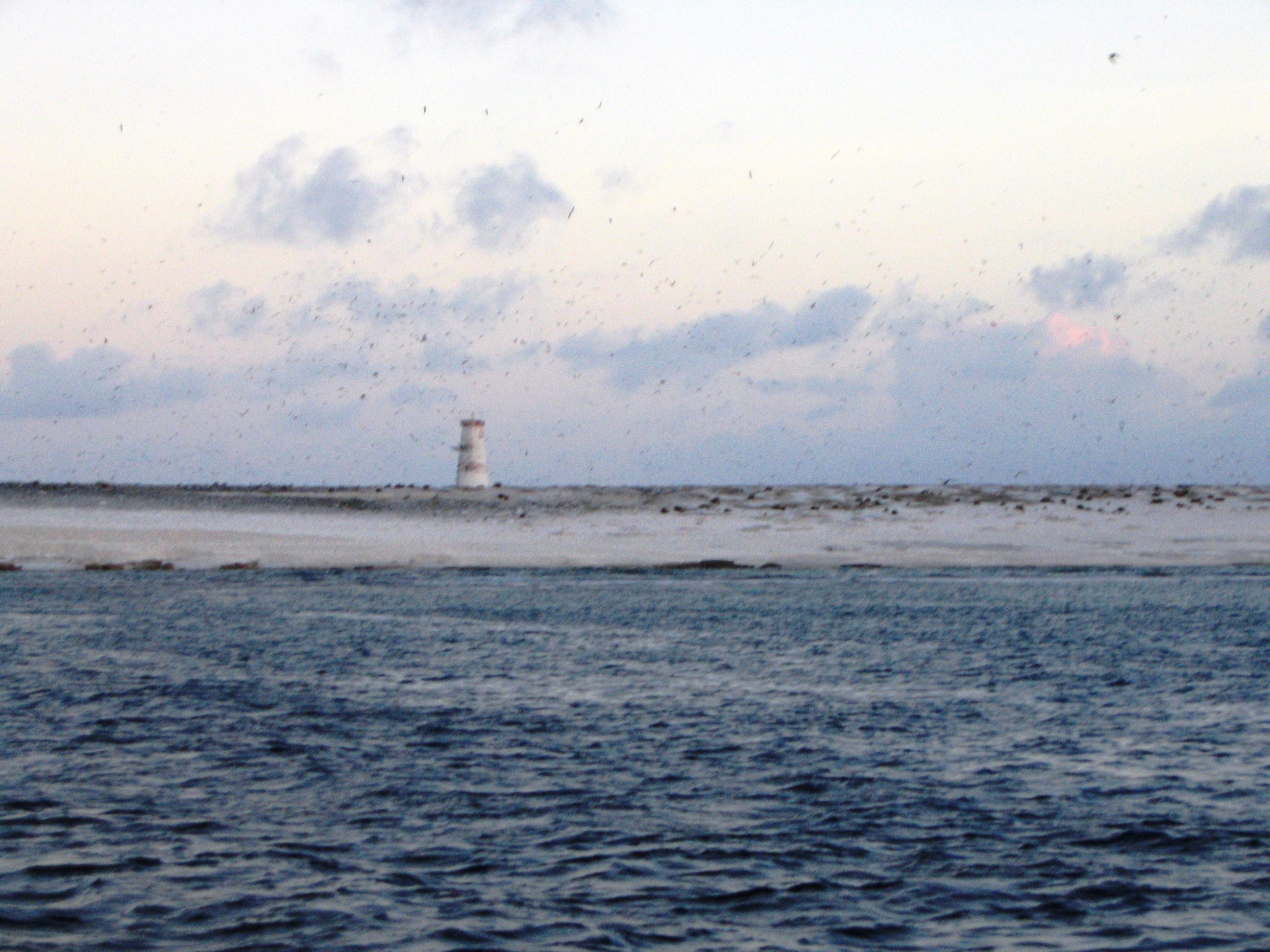
Côte occidentale avec la balise maritime près du site de Milersville.

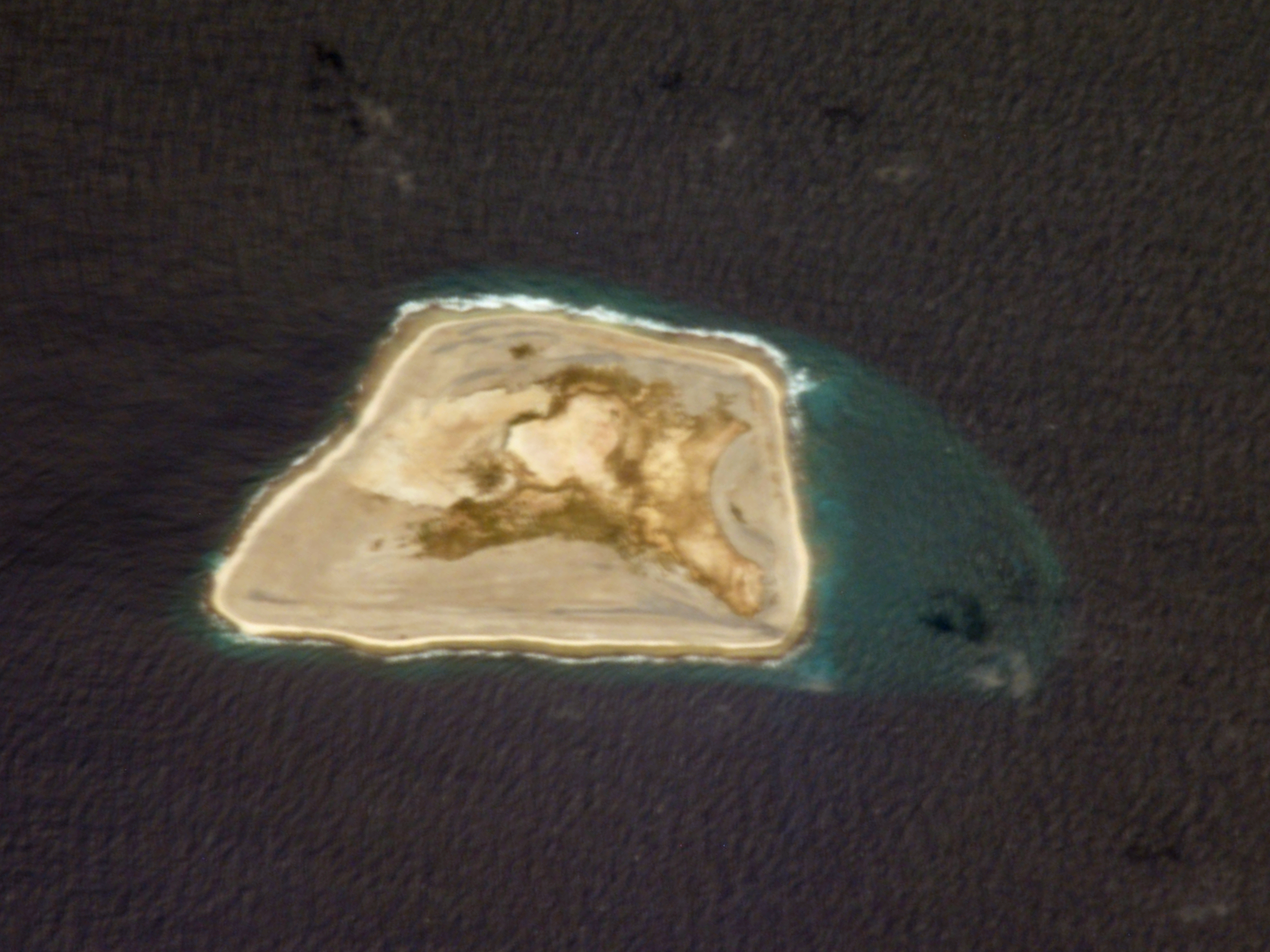
L'île vue d'avion.

L’île est aperçue par les Européens pour la première fois le 21 août 1821 par le navire britannique Eliza Francis détenu par Edward, Thomas et William Jarvis (qui ont donné leur nom à l'île) et dirigé par le capitaine Brown. En mars 1857, l’île inhabitée est revendiquée par les États-Unis en vertu du Guano Islands Act et annexée formellement le 27 février 1858.
Dès 1858, plusieurs structures sont bâties dont une bâtisse comprenant une coupole d’observation et de larges vérandas. Un petit train est construit pour transporter le guano sur la côte occidentale. L’un des premiers chargements est pris par Samuel Gardner Wilder. Lors des 21 années suivantes, l’île est exploitée pour le guano qui est envoyé aux États-Unis comme fertilisant. Toutefois, en 1879, l’île est brutalement abandonnée et une douzaine de bâtiments ainsi que 8 000 t de guano extraits sont laissés sur place. Des entrepreneurs néo-zélandais tentent ensuite sans succès de reprendre l’exploitation. Squire Flockton est laissé seul sur l’île comme gardien durant plusieurs mois avant qu’il ne se suicide en 1883.
En 1889, le Royaume-Uni annexe l’île sans y installer de présence permanente.
Le 30 août 1913, le trois-mâts goélette Amaranth transporte un chargement de charbon de Newcastle en Nouvelle-Galles du Sud vers San Francisco lorsqu’il s’échoue sur la rive sud de l’île Jarvis. L’équipage parvient à quitter l’île à bord de deux canots de sauvetage. L’un d’entre eux atteint Pago Pago dans les Samoa américaines et l’autre Apia dans les Samoa occidentales. Les restes du navire sont pillés durant de nombreuses années et des fragments de charbon étaient encore présents sur la rive sud à la fin des années 1930.
L’île Jarvis est de nouveau revendiquée par les États-Unis et colonisée à partir du 26 mars 1935. Cette colonisation est conduite par le Baker, Howland and Jarvis Colonization Scheme. Le président Franklin Roosevelt confie l’administration de l’île au département américain de l’intérieur le 13 mai 1936. La colonie est d’abord constituée d’un groupe de larges tentes situées près de la balise maritime. Cet établissement est baptisé Millersville. Il s’agrandit avec la construction d’un groupe de baraquements à partir des restes de l’épave de l’Amaranth (ce bois sert aussi aux colons Hawaïens pour fabriquer des planches de surf). Plus tard, des habitations sont construites en pierre et en bois et équipées de radios et de climatisation. En outre, une station météo est aussi construite. Une piste d’atterrissage sommaire est dégagée au nord-est de l’île tandis qu’une antenne en T est positionnée pour être vue des airs bien qu’aucun avion ne semble s’être posé sur l’île.
Au début de la Seconde Guerre mondiale, un sous-marin de la marine impériale japonaise fait surface au large de la côte occidentale de l’île. Quatre jeunes colons croyant qu’il s’agit là d’un sous-marin de l’US Navy venu les récupérer, se précipitent vers le rivage situé devant la petite colonie de Millersville. Le sous-marin répond en tirant à l’aide de ses canons de pont sans parvenir à tuer qui que ce soit. Le 7 février 1942, l’USCGC Taney évacue les colons avant de détruire et de brûler leurs habitations. La piste d’aviation est quant à elle détruite par les Japonais.
L’île Jarvis est visitée par des scientifiques lors de l’année géophysique internationale de juillet 1957 à novembre 1958. En janvier 1958, toutes les ruines restantes des bâtiments sont réduites à néant par une sévère tempête qui dure plusieurs jours et dont sont témoins les scientifiques. À la fin de la mission scientifique, l’île est de nouveau abandonnée. Au début de la décennie 1960, quelques abris, les bâtiments scientifiques, la balise maritime construite deux décennies auparavant et des amas de matériaux divers sont les seules traces de l’occupation humaine sur l’île.
L’île Jarvis est une réserve naturelle (Jarvis Island National Wildlife Refuge) depuis le 27 juin 1974 et fait partie du Pacific Remote Islands Marine National Monument depuis le 6 janvier 2009.

## Protection

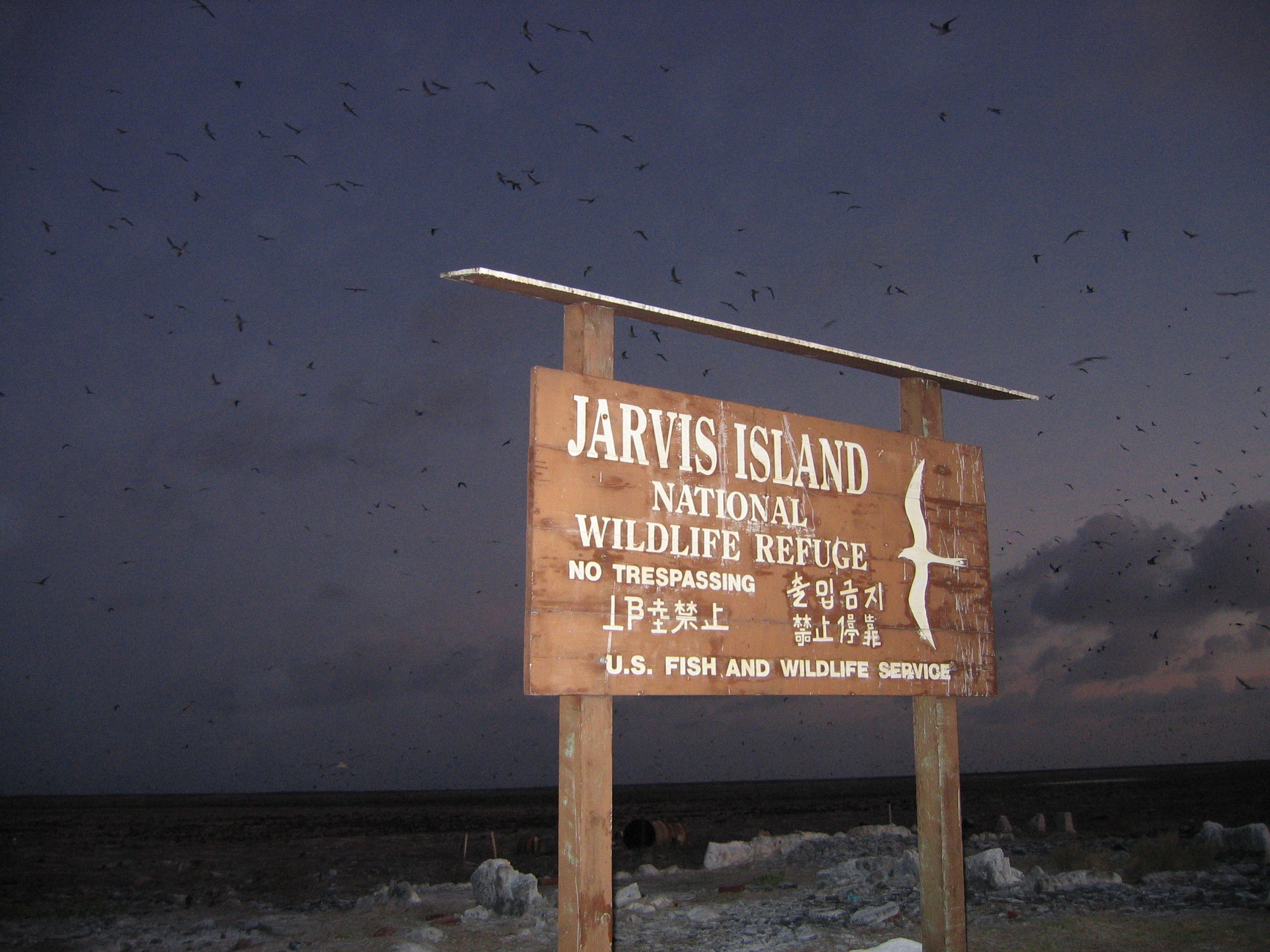
Panneau multilingue indiquant qu'il est interdit de débarquer sur l'île.